# Університет Ріцумейкан
35°01′57″ пн. ш. 135°43′27″ сх. д. / 35.032579° пн. ш. 135.724041° сх. д.
Університет Ріцумейкан (яп. 立命館大学, Ritsumeikan Daigaku, скорочено Ріц та 立命 Ріцумей) — приватний університет в Кіото, Японія, який веде свою історію з 1869 року. Крім головного кампусу в Кіото університет також має філії в Ібаракі, Осака та Кусацу, Шига.
Університет був заснований у 1869 році як приватна школа при Імператорському палаці Кіото. 1900 року його було перетворено на вечірню школу права, 1912 року прийнято назву Ріцумейкан, а 1922 року Ріцумейкан отримав статус університету. В різноманітних рейтингах зазвичай є другим кращим університетом Кіото після Кіотського університету.